# Conchos
De Conchos is een rivier in Mexico.
De Conchos is een zijrivier van de Rio Grande, in Mexico beter bekend als de Río Bravo, en is op de Pecos na de belangrijkste zijrivier van die rivier. De Conchos ontspringt in de Westelijke Sierra Madre nabij Bocoyna en mondt bij Ojinaga uit in de Rio Grande.